# Rhododendron glaucophyllum
Rhododendron glaucophyllum är en ljungväxtart som beskrevs av Alfred Rehder. Rhododendron glaucophyllum ingår i släktet rododendron, och familjen ljungväxter. Utöver nominatformen finns också underarten R. g. album.

## Bildgalleri

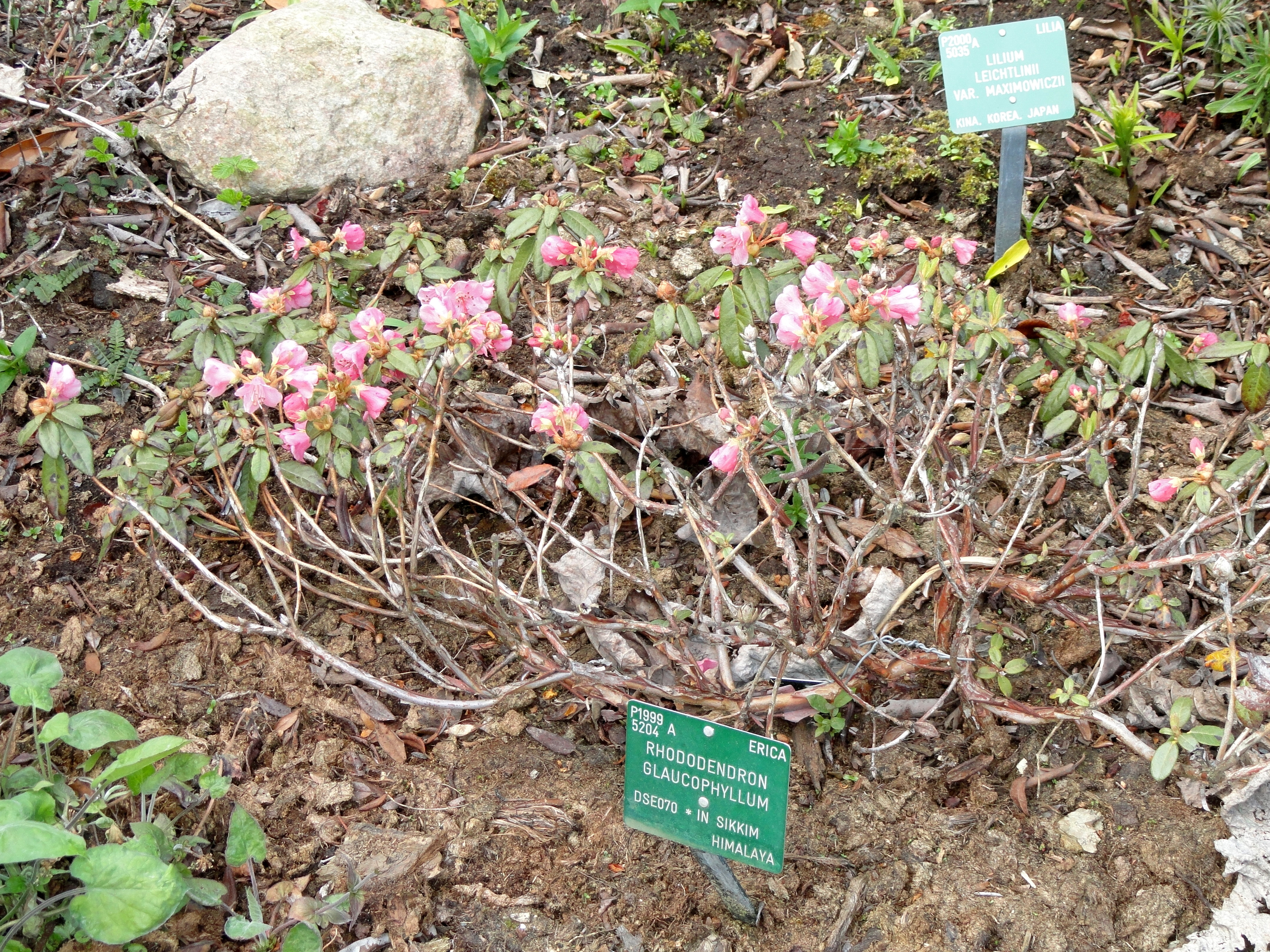